# Phaedyma eremita
Phaedyma eremita är en fjärilsart som beskrevs av Felder 1867. Phaedyma eremita ingår i släktet Phaedyma och familjen praktfjärilar. Inga underarter finns listade i Catalogue of Life.